# Баня Лисовицька
Ба́ня Лисо́вицька — село в Україні, у Стрийському районі Львівської області. Населення становить 1646 осіб. Орган місцевого самоврядування — Моршинська міська громада.

## Назва
Назву села виводять від «бані» — дерев'яне приміщення, де виварювали із солоної ропи кухонну сіль.

## Населення
За переписом 1939 року налічувалось близько 150 хат, де мешкало понад 700 осіб, тоді як у 2008 році в 556 хатах мешкало 1866 осіб, з них 405 пенсіонерів.

### Мова
Розподіл населення за рідною мовою за даними перепису 2001 року:
| Мова       | Кількість | Відсоток |
| ---------- | --------- | -------- |
| українська | 1745      | 99.09%   |
| російська  | 11        | 0.62%    |
| румунська  | 4         | 0.23%    |
| білоруська | 1         | 0.06%    |
| Усього     | 1761      | 100%     |

## Географія

### Частини села і мікротопоніми
Панська Вулиця, Пустиня, Гречинська, Сойми, Бережниця, Ставищі, Закичирка, Гаї, Мочир, Окіпці, Миханькова Дубина, Вікнище.

## Історія
Власник села Лисовичів пан Браницький в 1538 році отримав королівський дозвіл викопати криницю для добування солоної ропи. Перша письмова згадка про існування солеварної «бані» датується 1541 роком. Двічі на день виварювали по 18 бочок солі. В 1826 році ропа стала гіркою і виробництво солі припинили, а за місцевістю закріпилась назва «баня».
В 1850-х роках на честь сходження на австрійський престол 18 річного цісаря Франца-Йосифа І було закладено 18 унікальних дерев. В 1880 році дорогою до Борислава в міні-дендропарку зупинявся сам Франц-Йосиф І[джерело?]. Згодом дерева обнесли кованим ланцюгом. Станом на 2011 рік зберігся Дуб Франца Йосифа, дві липи та сосни Веймута.
Першу читальню «Просвіти» відкрито у 1909 році, де працювала бібліотека та драматичний гурток. Перша школа була споруджена 1969 року, де працювали 16 технічних працівників, а 41 вчитель навчав 334 учні. У 1985 році споруджено соціально-культурний комплекс із сільрадою, Будинок культури, у якому нині працює Народний дім та бібліотека.
У 1989 році відновили могили січових стрільців, полеглих у першій світовій війні.

## Релігія
14 жовтня 1990 року вірні парафії УПЦ МП в дерев'яному пристосованому приміщені відкрили церкву Покрови Пресвятої Богородиці. 27 лютого 2019 року парафія приєдналася до ПЦУ.
21 вересня 2000 року освячено кам'яну церкву Різдва Пресвятої Богородиці УГКЦ (архітектори Григорій Калінін, Іван Коваленко, Ігор Ковальчук).
У 2008 році в Бані Лисовицькій був соціально-культурний комплекс із сільрадою, фельдшерсько-акушерський пункт, відділення пошти, аптека, лісництво, 2 санаторії, 4 крамниці, 2 кафе-бари, музей історії села, музей самодіяльного композитора і педагога Романа Савицького. У власності селян було 102 корови, 5 коней, 26 кіз, 2710 голів птиці, 131 легкових та 5 вантажних автомобілів. 

## Політика

### Парламентські вибори, 2019
На позачергових парламентських виборах 2019 року у селі функціонувала окрема виборча дільниця № 461469, розташована у приміщенні будинку культури.
Результати
- зареєстровано 1335 виборців, явка 58,28 %, найбільше голосів віддано за партію «Голос» — 26,99 %, за «Слугу народу» — 19,54 %, за «Європейську Солідарність» — 15,81 %.[3] В одномандатному окрузі найбільше голосів отримав Андрій Гергерт (Всеукраїнське об'єднання «Свобода») — 31,87 %, за Олега Канівця (Громадянська позиція) — 11,53 %, за Володимира Наконечного (Слуга народу) — 11,40 %[4].

## Пам'ятки
Між селом Баня Лисовицька та містом Болехів, на околиці міста Моршин (поруч із селом Лисовичі), на території Моршинського лісництва Стрийського лісгоспу зростає ботанічна пам'ятка природи — дуб Франца Йосифа.

## Постаті
- Брус Тарас Романович (1987—2014) — солдат Збройних сил України, учасник російсько-української війни.
- Магас Роман Володимирович (1994—2018) — солдат Збройних сил України, учасник російсько-української війни.
- Мирослав Пуцентела (1953) — проживав музикант, диригент, скрипковий майстер, заслужений діяч мистецтв України.